# مسجد خالد أفندي
مسجد خالد أفندي (بالمقدونية: Халит Ефенди Џамија)؛ (بالألبانية: Xhamia Halid Efendi) هو مسجد مقدوني بُني في عام 1415 في الوقت الذي كانت فيه مقدونيا جزءًا من الإمبراطورية العثمانية. أعيد بناؤه في 1936 و1969 و1987 وآخر عملية إعادة بناء في 1994.

## روابط خارجية
- معرض للمساجد في منطقة كومانوفو بما في ذلك مسجد خالد أفندي نسخة محفوظة 5 مارس 2016 على موقع واي باك مشين.